# Laisvės partija
Laisvės partija ist eine liberale politische Partei in Litauen, gegründet am 1. Juni 2019 in der litauischen Hauptstadt in Vilnius. Die Schwerpunkte der Partei sind Offenheit, wirtschaftliche Freiheit und Bildung.

## Geschichte
Die Gründungsversammlung der Partei fand in Šnipiškės (Konstitucijos pr.) statt. Die Partei entstand nach der Abspaltung von der liberalen Partei LRLS. Von 2019 bis 2024 wurde Laisvės partija von Aušrinė Armonaitė, die von 2016 bis 2020 Seimas-Mitglied der LRLS-Fraktion war, geleitet. 
2020 nahm die Partei bei der Parlamentswahl in Litauen 2020 teil und erreichte elf Mandate. Nach der erfolglosen Parlamentswahl 2024 trat Armonaitė zurück und Vytautas Mitalas übernahm geschäftsführend den Parteivorsitz. Bei der anschließenden Neuwahl des Vorsitzenden wurde Tomas Vytautas Raskevičius gewählt.

## Programm
Nach dem Programm der Partei steht die Partei für Folgendes:
- Legalisierung der gleichgeschlechtlichen Partnerschaft und Ehe
- Kohlenstoffneutralität bis zum Jahr 2040
- Drogen entkriminalisieren
- Möglichkeit, den Militärdienst als Zivildienst zu leisten, z. B. in Krankenhäusern oder in der Schule.

## Seimas-Mitglieder (2020–2024)
- Aušrinė Armonaitė
- Morgana Danielė
- Silva Lengvinienė
- Marius Matijošaitis
- Vytautas Mitalas
- Monika Ošmianskienė
- Ieva Pakarklytė
- Tomas Vytautas Raskevičius
- Evelina Dobrovolska
- Artūras Žukauskas
- Kasparas Adomaitis